# Hockey Champions Trophy 2012 (maschile)
L'Hockey Champions Trophy maschile 2012 è stata la 34ª edizione del torneo. Si è svolto a Melbourne, in Australia, dal 1º al 9 dicembre 2012. L'Australia ha vinto il torneo per la 13ª volta.

## Squadre partecipanti
Le prime 5 classificate dell'edizione 2011 e la vincitrice dell'Hockey Champions Challenge 2011 sono state ammesse al torneo. Gli altri posti sono assegnati dal Comitato Esecutivo della FIH. La Spagna, seconda nel 2011, non è però stata invitata all'edizione 2012.
- Australia (paese organizzatore e campione in carica)
- Paesi Bassi (terza nel 2011)
- Nuova Zelanda (quarta nel 2011)
- Germania (quinta nel 2011)
- Belgio (vincitore dell'Hockey Champions Challenge 2011)
- Inghilterra (nominata dal Comitato Esecutivo)
- India (nominata dal Comitato Esecutivo)
- Pakistan (nominato dal Comitato Esecutivo)

## Fase a gironi

### Girone A
| Pos. | Squadra       | Pt | G | V | N | P | GF | GS | DR |
| ---- | ------------- | -- | - | - | - | - | -- | -- | -- |
| 1.   | India         | 6  | 3 | 2 | 0 | 1 | 9  | 6  | +3 |
| 2.   | Germania      | 6  | 3 | 2 | 0 | 1 | 7  | 8  | -1 |
| 3.   | Inghilterra   | 4  | 3 | 1 | 1 | 1 | 6  | 5  | +1 |
| 4.   | Nuova Zelanda | 1  | 3 | 0 | 1 | 2 | 5  | 8  | -3 |

| Data      | Ora          | Partita       | Partita | Partita       |
| --------- | ------------ | ------------- | ------- | ------------- |
| 1-12-2012 | 12:30 UTC+11 | Germania      | 3 - 2   | Nuova Zelanda |
| 1-12-2012 | 16:30 UTC+11 | Inghilterra   | 1 - 3   | India         |
| 2-12-2012 | 14:30 UTC+11 | Inghilterra   | 4 - 1   | Germania      |
| 2-12-2012 | 18:30 UTC+11 | Nuova Zelanda | 2 - 4   | India         |
| 4-12-2012 | 13:30 UTC+11 | Nuova Zelanda | 1 - 1   | Inghilterra   |
| 4-12-2012 | 17:30 UTC+11 | Germania      | 3 - 2   | India         |

### Girone B
| Pos. | Squadra     | Pt | G | V | N | P | GF | GS | DR |
| ---- | ----------- | -- | - | - | - | - | -- | -- | -- |
| 1.   | Paesi Bassi | 7  | 3 | 2 | 1 | 0 | 8  | 5  | +3 |
| 2.   | Australia   | 7  | 3 | 2 | 1 | 0 | 5  | 2  | +3 |
| 3.   | Pakistan    | 3  | 3 | 1 | 0 | 2 | 3  | 4  | -1 |
| 4.   | Belgio      | 0  | 3 | 0 | 0 | 3 | 6  | 11 | -5 |

| Data      | Ora          | Partita     | Partita | Partita     |
| --------- | ------------ | ----------- | ------- | ----------- |
| 1-12-2012 | 10:30 UTC+11 | Paesi Bassi | 3 - 1   | Pakistan    |
| 1-12-2012 | 14:30 UTC+11 | Australia   | 4 - 2   | Belgio      |
| 2-12-2012 | 12:30 UTC+11 | Belgio      | 0 - 2   | Pakistan    |
| 2-12-2012 | 16:30 UTC+11 | Paesi Bassi | 0 - 0   | Australia   |
| 4-12-2012 | 15:30 UTC+11 | Belgio      | 4 - 5   | Paesi Bassi |
| 4-12-2012 | 19:30 UTC+11 | Australia   | 1 - 0   | Pakistan    |

## Fase a eliminazione diretta
|  | Quarti di finale               | Quarti di finale               |                                |          | Semifinali                | Semifinali                |  |  | Finale                         | Finale |
|  |                                |                                |                                |          |                           |                           |  |  |                                |        |
|  | 6 dicembre 2012 - 17:30 UTC+11 |                                |                                |          |                           |                           |  |  |                                |        |
|  |                                |                                |                                |          |                           |                           |  |  |                                |        |
|  | India                          | 1                              |                                |          |                           |                           |  |  |                                |        |
|  | India                          | 1                              | 8 dicembre 2012 - 16:00 UTC+11 |          |                           |                           |  |  |                                |        |
|  | Belgio                         | 0                              |                                |          |                           |                           |  |  |                                |        |
|  | Belgio                         | 0                              | India                          | 0        |                           |                           |  |  |                                |        |
|  | 6 dicembre 2012 - 20:00 UTC+11 |                                | India                          | 0        |                           |                           |  |  |                                |        |
|  |                                | Australia                      | 3                              |          |                           |                           |  |  |                                |        |
|  | Australia                      | Australia                      | 3                              | 2        |                           |                           |  |  |                                |        |
|  | Australia                      |                                | 9 dicembre 2012 - 16:00 UTC+11 | 2        |                           |                           |  |  |                                |        |
|  | Inghilterra                    | 0                              |                                |          |                           |                           |  |  |                                |        |
|  | Inghilterra                    | 0                              | Australia                      | 2        |                           |                           |  |  |                                |        |
|  | 6 dicembre 2012 - 12:30 UTC+11 |                                | Australia                      | 2        |                           |                           |  |  |                                |        |
|  |                                | Paesi Bassi                    | 1                              |          |                           |                           |  |  |                                |        |
|  | Germania                       | Paesi Bassi                    | 1                              | 1        |                           |                           |  |  |                                |        |
|  | Germania                       | 8 dicembre 2012 - 13:30 UTC+11 |                                | 1        |                           |                           |  |  |                                |        |
|  | Pakistan                       | 2                              |                                |          |                           |                           |  |  |                                |        |
|  | Pakistan                       | 2                              | Pakistan                       | 2        | Finale per il terzo posto | Finale per il terzo posto |  |  |                                |        |
|  | 6 dicembre 2012 - 15:00 UTC+11 |                                | Pakistan                       | 2        | Finale per il terzo posto | Finale per il terzo posto |  |  |                                |        |
|  |                                | Paesi Bassi                    | 5                              |          |                           |                           |  |  |                                |        |
|  | Paesi Bassi                    | Paesi Bassi                    | 5                              | 2        | India                     | 2                         |  |  |                                |        |
|  | Paesi Bassi                    |                                |                                | 2        | India                     | 2                         |  |  |                                |        |
|  | Nuova Zelanda                  | 0                              |                                | Pakistan | 3                         |                           |  |  |                                |        |
|  | Nuova Zelanda                  | 0                              |                                |          | 3                         |                           |  |  |                                |        |
|  |                                |                                |                                |          |                           |                           |  |  | 9 dicembre 2012 - 13:30 UTC+11 |        |
|  |                                |                                |                                |          |                           |                           |  |  |                                |        |

### Incontri di classificazione dal 5º all'8º posto
|  | Crossover     | Crossover     | Crossover |          |        | Finale 5º posto | Finale 5º posto | Finale 5º posto |  |
|  |               |               |           |          |        |                 |                 |                 |  |
|  | Belgio        | Belgio        | 4         |          |        |                 |                 |                 |  |
|  | Belgio        | Belgio        | 4         |          |        |                 |                 |                 |  |
|  | Inghilterra   | Inghilterra   | 0         |          |        |                 |                 |                 |  |
|  | Inghilterra   | Inghilterra   | 0         |          | Belgio | Belgio          | 5               |                 |  |
|  |               |               |           |          | Belgio | Belgio          | 5               |                 |  |
|  |               |               | Germania  | Germania | 4      |                 |                 |                 |  |
|  | Germania      | Germania      | Germania  | Germania | 4      | 6               |                 |                 |  |
|  | Germania      | Germania      |           |          |        | 6               |                 |                 |  |
|  | Nuova Zelanda | Nuova Zelanda | 4         |          |        | Finale 7º posto | Finale 7º posto | Finale 7º posto |  |
|  | Nuova Zelanda | Nuova Zelanda | 4         |          |        |                 |                 |                 |  |
|  |               |               |           |          |        |                 |                 |                 |  |
|  |               |               |           |          |        | Inghilterra     | Inghilterra     | 2               |  |
|  |               |               |           |          |        | Inghilterra     | Inghilterra     | 2               |  |
|  |               |               |           |          |        | Nuova Zelanda   | Nuova Zelanda   | 3               |  |

## Classifica finale
| Pos. | Nazione       |
| ---- | ------------- |
| 1    | Australia     |
| 2    | Paesi Bassi   |
| 3    | Pakistan      |
| 4    | India         |
| 5    | Belgio        |
| 6    | Germania      |
| 7    | Nuova Zelanda |
| 8    | Inghilterra   |